# Đài thiên văn Mặt Trời

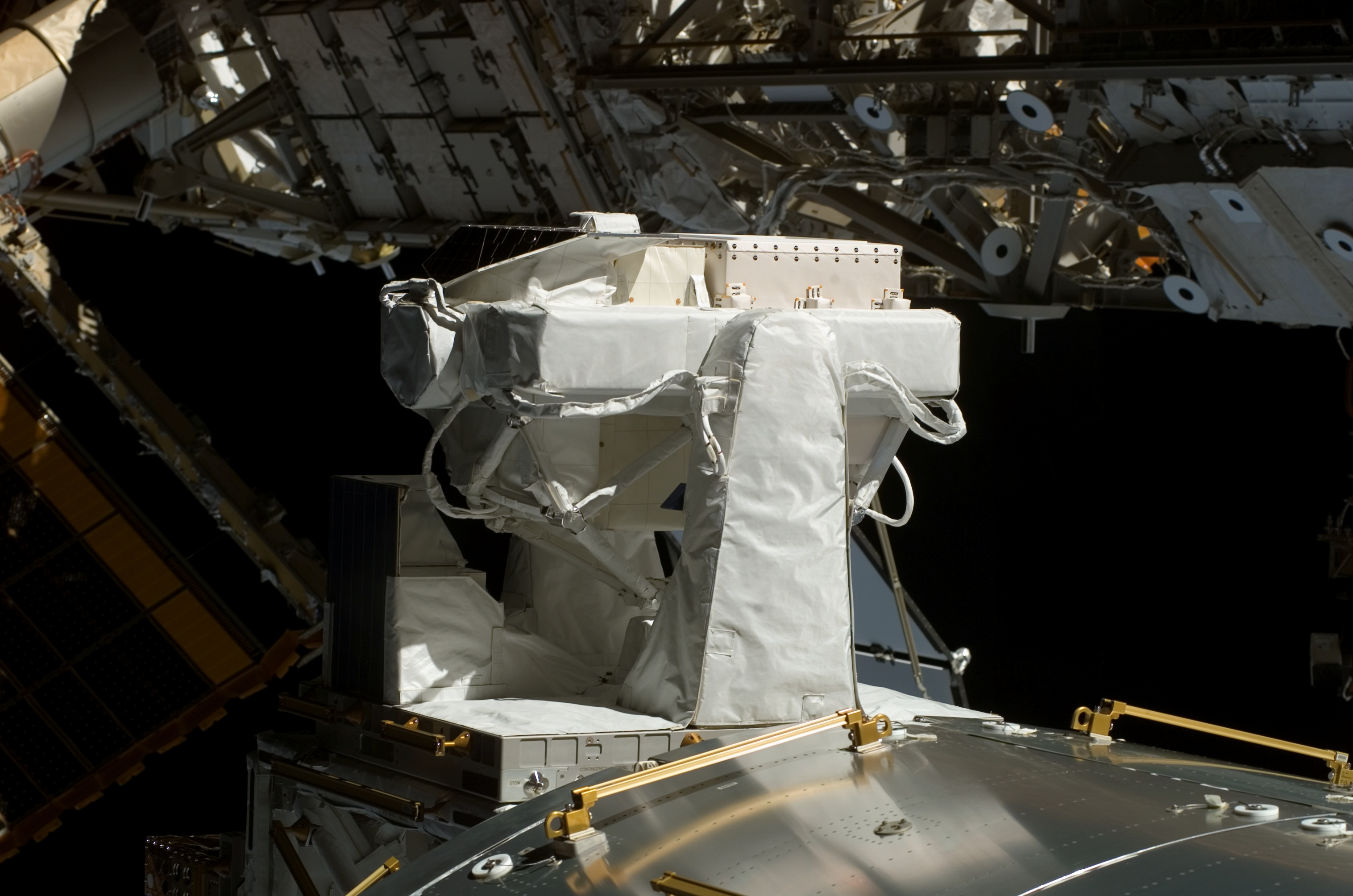
Đài quan sát Mặt Trời SOLAR trên Trạm vũ trụ Quốc tế.

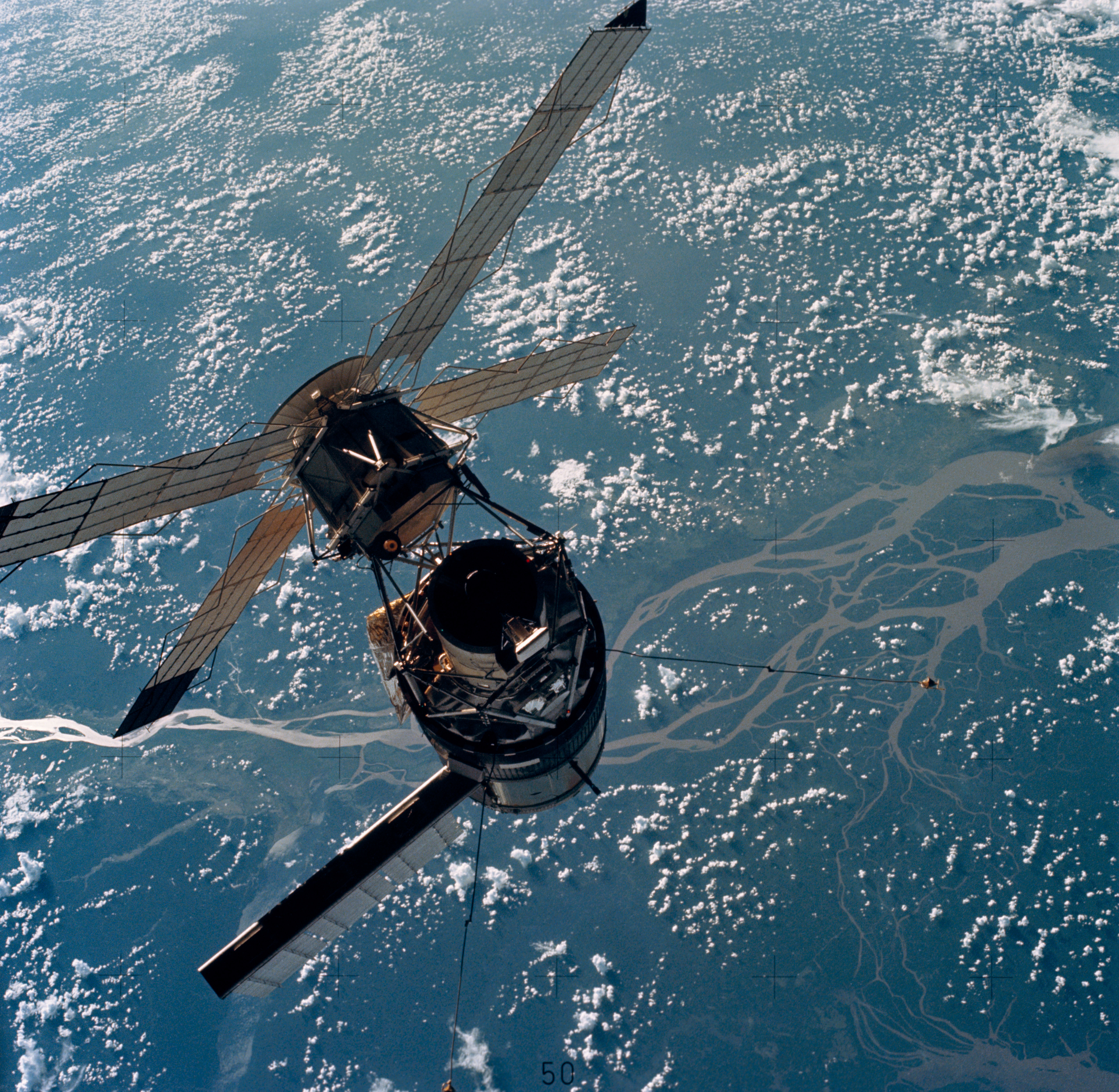
Apollo Telescope Mount là đài quan sát Mặt Trời có người lái trên quỹ đạo trên Skylab vào những năm 1970.

Đài thiên văn Mặt Trời hay đài quan sát Mặt Trời là đài thiên văn chuyên theo dõi Mặt Trời. Chúng thường có một hoặc nhiều kính viễn vọng Mặt Trời.
Các đài thiên văn Mặt Trời nghiên cứu các hiện tượng liên quan đến Mặt Trời. Mặt Trời là cơ hội duy nhất để nghiên cứu vật lý sao với độ phân giải cao. Cho đến những năm 1990, Mặt Trời là ngôi sao duy nhất có bề mặt đã được nghiên cứu. Các chủ đề chung mà một nhà thiên văn học Mặt Trời quan tâm là chu kỳ 11 năm của nó (tức chu kỳ Mặt Trời), vết đen Mặt Trời, hoạt động từ trường (xem dynamo Mặt Trời), solar flare, sự phóng khối lượng vành nhật hoa, chuyển động quay vi sai và vật lý plasma.